# Lomandra sororia
Lomandra sororia är en sparrisväxtart som först beskrevs av Ferdinand von Mueller och George Bentham, och fick sitt nu gällande namn av Alfred James Ewart. Lomandra sororia ingår i släktet Lomandra och familjen sparrisväxter. Inga underarter finns listade i Catalogue of Life.